# 赤怒谷温泉
赤怒谷温泉（あかぬだにおんせん）は、長野県松本市安曇（旧国信濃国）にある温泉の通称。入浴施設が存在しない野湯であるため、付近の国道トンネル名の赤怒谷トンネルを以て呼称される。または赤怒谷隧道温泉。

## 泉質
- 硫黄泉（推定）[1]。郡司勇は、高温の単純硫黄泉で、薄緑色透明、たまご味と芒硝薬味があると述べた[1]。未利用源泉のため、成分調査結果は公表されていない。

## 入浴施設
入浴施設は存在せず、基本的に入浴する場所ではない。梓川の水と混じり、入浴することが出来る場所もある。

## 源泉湧出状況
国道158号赤怒谷トンネル脇（北緯36度12分9秒 東経137度36分31秒 / 北緯36.20250度 東経137.60861度）の梓川の護岸をなす擁壁から、源泉と水蒸気の噴出が見られる。間欠泉のような噴出も観察される。擁壁下の梓川河原に温水の溜まる箇所があるほか、砂礫を除去して作られた浴槽状の窪みも見られる。

## アクセス
- 鉄道・バス：アルピコ交通上高地線新島々駅より上高地行き路線バスで約45分で中の湯温泉バス停下車、徒歩10分。